# تشارلز بيري ماكورميك
تشارلز بيري ماكورميك (بالإنجليزية: Charles Perry McCormick)‏ هو شخصية أعمال أمريكي، ولد في 9 يونيو 1896، وتوفي في 16 يونيو 1970.